# Perg

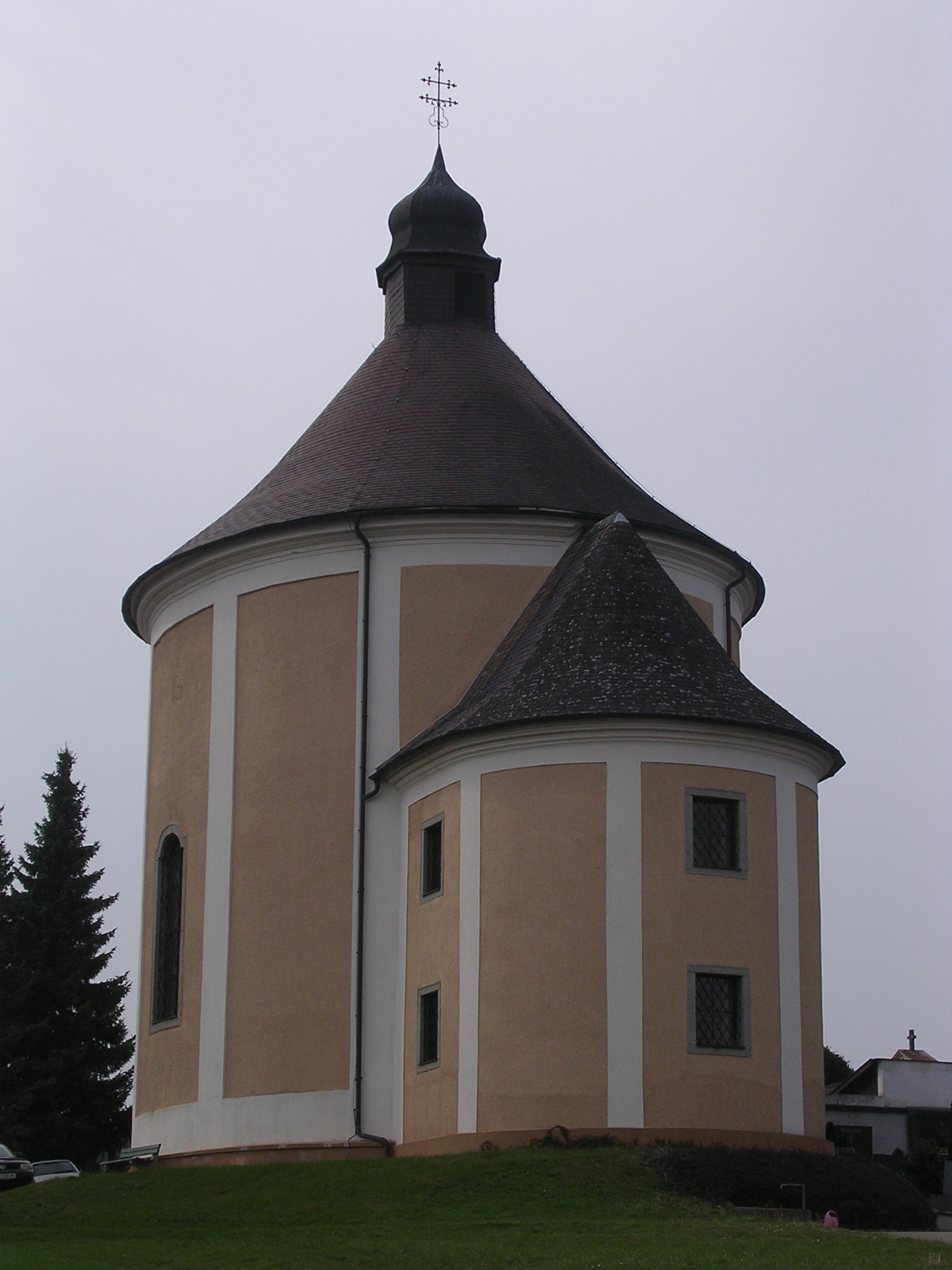
Nhà thờ ở Perg.

Perg là thành phố thuộc bang Thượng Áo (Oberösterreich), thủ phủ của huyện cùng tên của Cộng hòa Áo. Thành phố Perg có diện tích 35,1 km2, dân số cuối năm 2005 là 7515 người.